# Laís Nunes
Laís Nunes de Oliveira (3 de noviembre de 1992), es una luchadora brasileña de lucha libre. Compitió en tres Campeonatos Mundiales, logró la 13.ª posición en 2013. Obtuvo la medalla de plata en los Juegos Suramericanos de 2014. Cuatro veces subió al podio del Campeonato Panamericano consiguiendo la medalla de oro en 2016. Tercera en Campeonato Sudamericano de 2014. 